# Andresiidae
Andresiidae é uma família de cnidários antozoários da infraordem Athenaria, subordem Nyantheae (Actiniaria).

## Géneros
- Andresia Stephenson, 1921